# Eunicea humilis
Eunicea humilis är en korallart som beskrevs av Milne Edwards 1857. Eunicea humilis ingår i släktet Eunicea och familjen Plexauridae. Inga underarter finns listade i Catalogue of Life.